# تلمبه باقری (نی‌ریز)
تلمبه باقری یک منطقهٔ مسکونی در ایران است که در دهستان حنا (بختگان) واقع شده‌است. تلمبه باقری ۲۲ نفر جمعیت دارد.